# Samuel Ödmann (redaktör)
Samuel Martin Ödmann, född 1 maj 1822 i Gävle, död 21 januari 1899 i Stockholm, var en svensk tidningsman. 
Ödmann, som var son till prästen och riksdagsmannen Erik Samuel Ödmann, blev student vid Uppsala universitet 1837, var verksam som lantbrukare 1850–1865 och redaktör för halvveckotidningen Fäderneslandet 1865–1898. Han var ledamot av bondeståndet 1856–1858 och riksgäldsfullmäktig 1862–1865. Han var liberal enligt 1848 års idéer och arbetade ivrigt för representationsreformen, bland annat som sekreterare i den för dennas genomdrivande bildade agitationskommittén. Han redigerade Politisk tidskrift för Sveriges allmoge 1860–1864 och utgav bland annat Från flydda dagar (1898).
Ödmann var utpräglat demokratiskt lagd och skarpt kritisk mot ordensväsendet, om vilket han skrev: "Hvad är den växande ordenshungern annat än en följd af detta systems förderfliga tillvägagående att uppamma och nära lycksökeriet och ärelystnaden genom att med fulla händer kasta stjernor och band åt kreti och pleti? Sålunda dödas all manlig sjelfständighet och hederskänsla."
Ödmann blev i sitt andra äktenskap (1869), med författaren Jenny Maria Ödmann, far till konstnären Sam Ödmann.